# Yasin Kolo
Yasin Kolo (Gotinga, Alemania, 25 de mayo de 1992) es un baloncestista alemán que juega como pívot para el CB Clavijo de la Liga LEB Oro. Mide 2,08 metros.

## Trayectoria deportiva

### Universidad
Nacido en Gotinga, Alemania, es un jugador formado en Fayetteville Christian situada en Fayetteville (Carolina del Norte), antes de ingresar en 2011 en la Universidad del Este de Carolina, situada en Greenville, en el estado de Carolina del Norte, donde jugaría durante dos temporadas la NCAA con los East Carolina Pirates, desde 2011 a 2013.
En 2013, ingresaría en la Universidad de Hartford, situada en Hartford, Connecticut, donde jugaría una temporada la NCAA con los Hartford Hawks.
Tras una temporada en blanco, volvería a cambiar de universidad, disputando su última temporada en la Universidad Bellarmine, institución académica ubicada en Louisville, Kentucky, donde jugaría una temporada la NCAA con los Bellarmine Knights en la temporada 2015-16.

### Profesional
Tras no ser drafteado en 2016, en la temporada 2016-17, regresa a su país para debutar como profesional en el Tigers Tübingen de la Basketball Bundesliga.
En la temporada 2017-18, comenzaría la temporada en las filas del Erdgas Ehingen de la ProA, la segunda división de su país y el 30 de noviembre de 2017, firma por el Artland Dragons de la ProB en la tercera división alemana.
En la temporada 2018-19, firma por el RheinStars Köln de la ProB en la tercera división alemana. 
En la temporada 2019-20, firma por el Wiha Panthers Schwenningen de la ProA, la segunda división alemana.
En la temporada 2020-21, firma por el SC Itzehoe Eagles de la ProB, con el que lograría el ascenso a la ProA, en la que jugaría la temporada siguiente. 
En enero de 2022, firma por el VfL Kirchheim Knights de la ProA, la segunda división alemana.
En la temporada 2022-23, formaría parte de Toyoda Gosei Scorpions de la Japan Basketball League, con el que promedió un doble doble de 14,1 puntos y 10,2 rebotes en 27 minutos en pista, durante 39 partidos.
El 29 de octubre de 2023, firma por el Rostock Seawolves de la Basketball Bundesliga.
El 15 de enero de 2024, firma por el CB Clavijo de la Liga LEB Oro.